# Ernesto Augusto I di Sassonia-Weimar
Ernesto Augusto I di Sassonia-Weimar (Weimar, 19 aprile 1688 – Eisenach, 19 gennaio 1748) fu duca di Sassonia-Weimar e, dal 1741, duca di Sassonia-Eisenach.

## Biografia
Ernesto Augusto I di Sassonia-Weimar era il secondogenito ma il primo dei figli sopravvissuti del duca Giovanni Ernesto III di Sassonia-Weimar (1664 – 1707) e della sua prima moglie, Sofia Augusta di Anhalt-Zerbst (1663 – 1694).
Alla morte del padre, Ernesto Augusto divenne co-reggente (Mitherr) di Sassonia-Weimar, assieme allo zio Guglielmo Ernesto (1662 – 1728); ma questo suo titolo rimase puramente nominale a causa del fatto che Guglielmo Ernesto esercitò il proprio potere come un vero autocrate, lasciando poco spazio d'azione al nipote. In questi anni della sua giovinezza, ad ogni modo, non mancò di criticare pubblicamente l'atteggiamento dello zio nei confronti del celebre compositore Johann Sebastian Bach a cui egli era particolarmente legato, ma che non poté fermare dal licenziarsi dalla cappella di Weimar nel 1717 per contrasti avuti proprio col duca regnante. Solo alla morte dello zio, Ernesto Augusto ottenne il pieno governo sul ducato di Sassonia-Weimar.
Ernesto Augusto rappresentò appieno l'immagine del tipico principe barocco e le sue stravaganze contribuirono in parte alla rovina finanziaria del ducato. A peggiorare la situazione si posero dei problemi mentali che lo portarono spesso ad arrestare alcuni dei suoi migliori amici senza alcun apparente motivo, rimettendoli in libertà solo dopo che questi avessero rinunciato alle loro fortune in suo favore. Molte delle vittime delle sue angherie protestarono alla corte di Vienna o alla Corte d'Appello imperiale di Wetzlar. Ernesto Augusto perse gran parte dei processi istituiti contro di lui, il che portò ad ulteriori esborsi per le spese legali e ad una vera e propria bancarotta per il ducato.

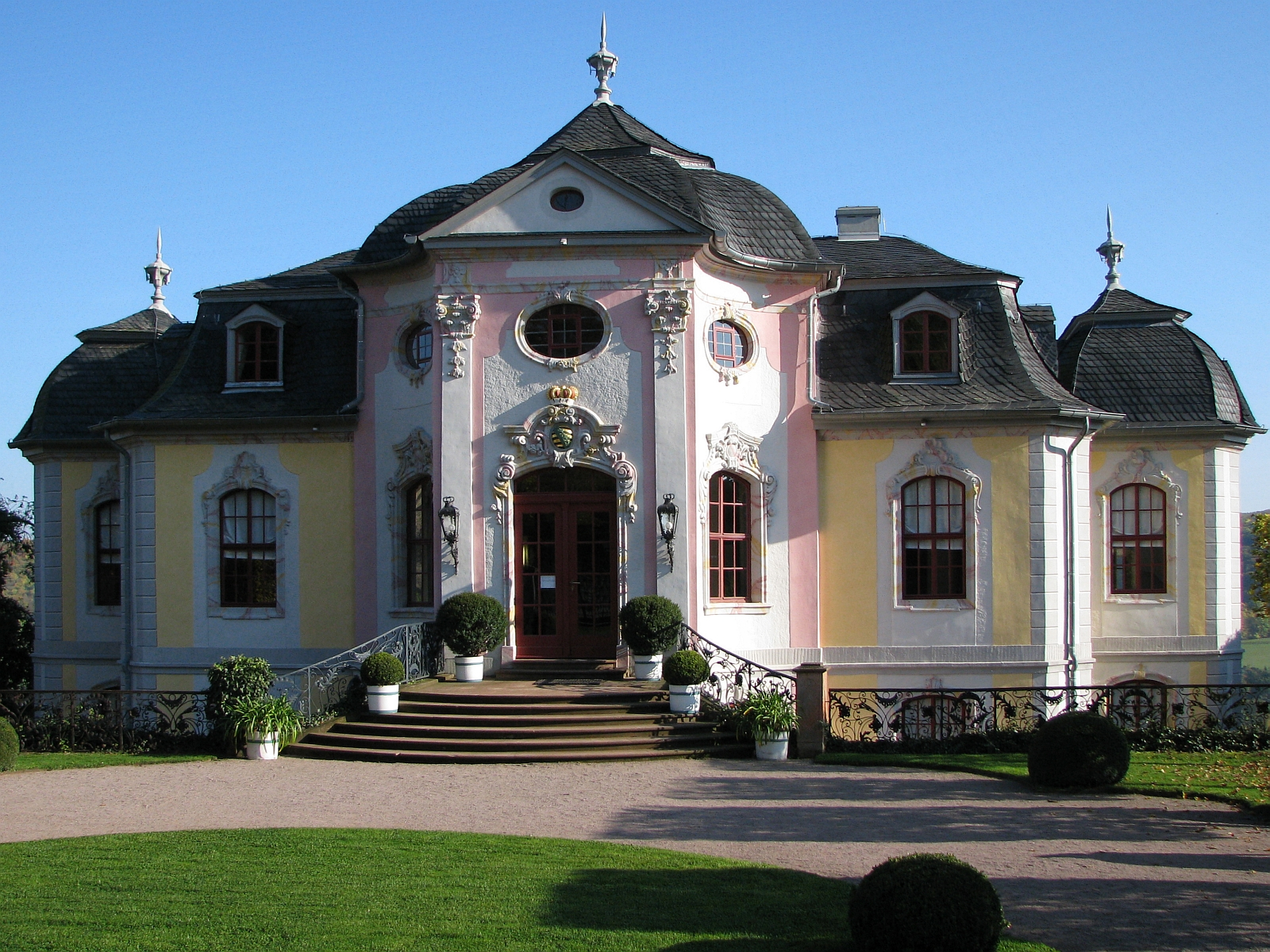
Il castello rococò di Dornburg, una delle residenze più stravaganti fatte realizzare appositamente dal duca per i suoi svaghi

Sempre per un suo vezzo, il duca mantenne un esercito stabile nel proprio piccolo stato, il quale era ad ogni modo numericamente sproporzionato alle dimensioni ed alle capacità finanziarie dello stato. I soldati venivano in gran parte arruolati entro i confini dell'Elettorato di Sassonia o dell'Impero. Ernesto Augusto fu anche un grande appassionato di architettura, altro fatto che se da un lato contribuì alla sua disfatta economica, dall'altro lo portò ad erigere interi quartieri a Kleinode, a far costruire il piccolo Castello di Belvedere di Weimar con annesso serraglio e orangerie, oltre al castello rococò di Dornburg an der Saale, una delle residenze più stravaganti tra quelle possedute dal duca. La sua passione per la caccia era anch'essa smodata: alla morte di Ernesto Augusto, si contarono 1100 cani e 373 cavalli adibiti alle cacce. Il duca mantenne inoltre a proprie spese una sorta di "harem", nel quale due "dame d'onore" (Ehrenfräulein) e tre "dame di stanza" (Kammerfrauen) erano predisposte a compiacere le sue voglie.

### Il Ducato di Sassonia-Weimar-Eisenach e l'assolutismo

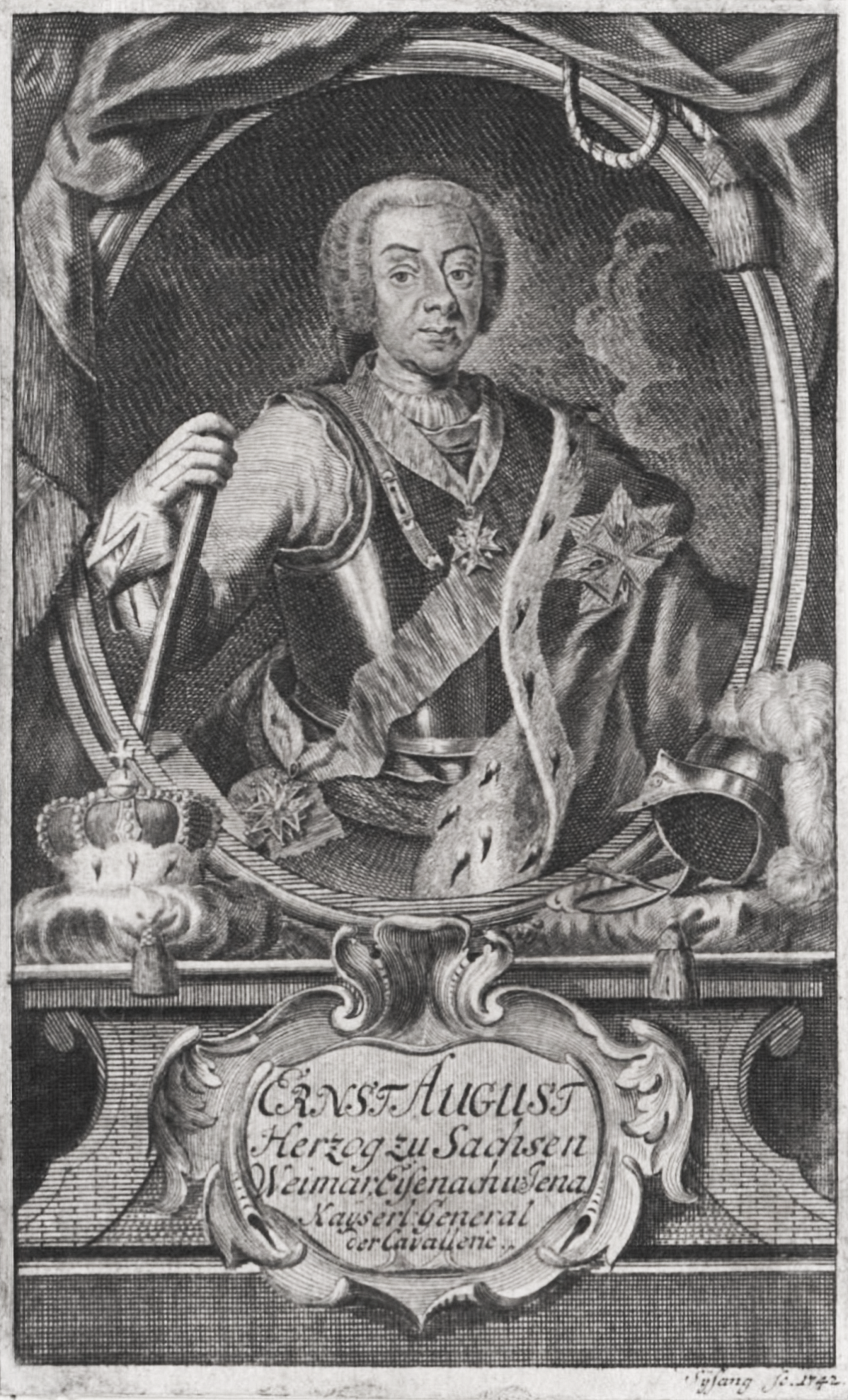
Ernesto Augusto I di Sassonia-Weimar in una stampa d'epoca

Nel 1741 il ramo dei Sassonia Eisenach-Jena si estinse alla morte del duca Guglielmo Enrico. Come unico parente sopravvissuto del duca, Ernesto Augusto ereditò anche tali territori; da questo momento in poi l'unione tra il ducato di Sassonia-Weimar e quello di Sassonia-Eisenach-Jena divenne definitiva. Una delle prime decisioni del nuovo duca fu quella di stabilire il diritto di primogenitura sul ducato di Sassonia-Weimar (confermato nel 1724 dall'imperatore Carlo VI); questa decisione preservò l'area da future divisioni e confermò il passaggio di padre in figlio all'interno della medesima dinastia. Dal 1741 rinominò il ducato in Sassonia-Weimar-Eisenach (Jena venne unita a Eisenach), ma l'unione fu indicata come personale. Il nuovo stato si componeva di due ampie aree e di due rispettive residenze principesche, una a Weimar e l'altra a Eisenach, territori che non erano tra loro collegati, bensì apparivano separati da numerose exclave e villaggi; la conformazione dello stato rimase tale praticamente inalterata sino all'epoca napoleonica.

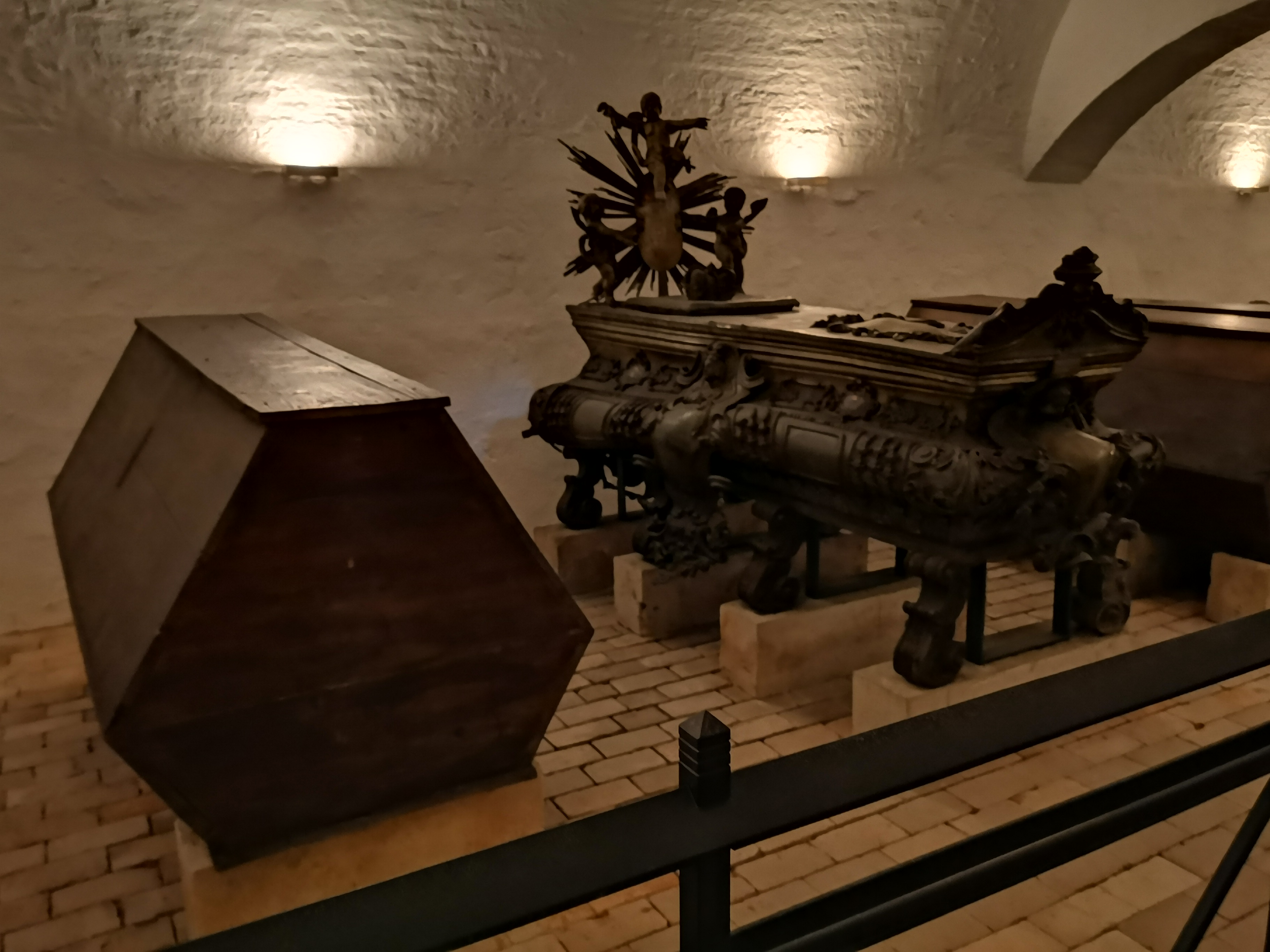
La tomba di Ernesto Augusto (a sinistra) e della moglie nella cripta dei principi di Sassonia-Weimar

L'annessione del ducato di Sassonia-Eisenach venne accolta favorevolmente dal nuovo duca, il quale da amante della caccia si ritrovò una regione ricca di boschi che gli consentirono di organizzare grandi battute per sé e per i propri ospiti d'onore. Abbandonando il primogenito principe ereditario alla corte di Weimar sotto la sorveglianza del suo feldmaresciallo, era solito trasferirsi per lunghi periodi a Eisenach dove appunto poteva dedicarsi ai suoi svaghi. Per questo motivo il duca si interessò sempre meno all'educazione del figlio, limitandosi a mandare lettere di tanto in tanto da Eisenach a Weimar per seguire la sua formazione scolastica. Il principe ereditario vide suo padre per l'ultima volta nel 1743.
Ernesto Augusto cercò di aumentare l'assolutismo nel Sassonia-Weimar, seguendo il modello francese. Il segreto Ratskollegium – un consiglio consultivo composto da nobili che aveva appunto la funzione di aiutare il duca nelle sue decisioni politiche – venne sciolto per sua esplicita volontà. Nel 1746 i cittadini di Eisenach consegnarono al duca un memorandum nel quale venivano esposte tutte le sue violazioni dei diritti tradizionalmente concessi alle comunità locali e gli sottoposero quindi l'idea della concessione di una costituzione, mostrando così di volersi chiaramente opporre al programma assolutistico del principato. Il duca, per contro, si dimostrò ostile alla concessione di una costituzione e solo la sua morte riuscì infine a prevenire lo scoppio di una vera e propria guerra civile.
Alla sua morte, Ernesto Augusto lasciò a succedergli il figlio ancora minorenne, con un ducato devastato finanziariamente. La sua salma venne sepolta nella cripta dei principi nel Cimitero storico di Weimar.

## Matrimoni e discendenza
A Nienburg, il 24 gennaio 1716, Ernesto Augusto sposò Eleonora Guglielmina di Anhalt-Köthen (1696 – 1726) dalla quale ebbe 8 figli:
- Guglielmo Ernesto (Weimar, 4 luglio 1717  – Halle 8 giugno 1719);
- Guglielmina Augusta (Weimar 4 luglio 1717 –  ivi, 9 dicembre 1752), gemella di Guglielmo Ernesto;
- Giovanni Guglielmo (Weimar, 10 gennaio 1719 – ivi, 6 dicembre 1732);
- Carlotta Agnese Leopoldina (Weimar 4 dicembre 1720 – ivi, 15 ottobre 1724);
- Giovanna Eleonora Enrichetta (Weimar, 2 dicembre 1721 – ivi, 17 giugno 1722);
- Ernestina Albertina (Weimar, 28 dicembre 1722 –  Alverdissen, 25 novembre 1769), andata sposa il 6 maggio 1756 a Filippo II di Schaumburg-Lippe;
- Bernardina Cristiana Sofia (Weimar, 5 maggio 1724 –  Rudolstadt, 5 giugno 1757), andata sposa il 19 novembre 1744 al principe Johann Frederick of Schwarzburg-Rudolstadt.
- Emanuele Federico Guglielmo Bernardo (Weimar, 19 dicembre 1725 – ivi, 11 giugno 1729).

Alla morte della prima moglie, nel 1726, il duca decise di non risposarsi più, scegliendo di vivere con le proprie amanti. Ma nel 1732 la situazione cambiò inaspettatamente: il suo unico figlio ed erede, Giovanni Guglielmo, morì. Questo gli prospettò la necessità di procurare un nuovo erede alla dinastia.
A Bayreuth il 7 aprile 1734, Ernesto Augusto sposò in seconde nozze Sofia Carlotta di Brandeburgo-Bayreuth (1713 – 1747), dalla quale ebbe quattro figli:
- Carlo Augusto Eugenio (Weimar, 1º gennaio 1735 – ivi, 13 settembre 1736);
- Ernesto Augusto II (Weimar, 2 giugno 1737 – ivi, 28 maggio 1758);
- Ernestina Augusta Sofia (Weimar, 4 gennaio 1740 –  Hildburghausen, 10 giugno 1786), andata sposa il 1º luglio 1758 a Ernesto Federico III di Sassonia-Hildburghausen;
- Ernesto Adolfo Felice (Weimar, 23 gennaio 1741 o 1742 – ivi, 1743 [?]).

Da un'amante di cui non si conosce il nome, ebbe una figlia illegittima:
- Ernestina Augusta Guglielmina von Münchthal (1730–1772), creata baronessa di Brenn; sposò Christian Heinrich Wilhelm von Voß (1730–1771)

Il duca Ernesto ebbe anche un figlio illegittimo dalla amante Friederike von Marschall, nipote del maresciallo ereditario della Turingia, Friedrich Wilhelm Marschall:
- Ernesto Federico (1731 – 1810), creato barone di Brenn; sposò Beata Elena Bormann, dalla quale ebbe figli ma la cui linea maschile si estinse nel 1849. Fu padre del ministro degli interni prussiano Gustav von Brenn.

## Ascendenza
|                                                                 |                          |                                                     | Genitori                                      |  |  | Nonni |  |  | Bisnonni                     |  |  | Trisnonni                   |  |
|                                                                 |                          |                                                     |                                               |  |  |       |  |  | Guglielmo di Sassonia-Weimar |  |  | Giovanni di Sassonia-Weimar |  |
|                                                                 |                          |                                                     |                                               |  |  |       |  |  | Guglielmo di Sassonia-Weimar |  |  | Giovanni di Sassonia-Weimar |  |
|                                                                 |                          | Dorotea Maria di Anhalt                             |                                               |  |  |       |  |  | Guglielmo di Sassonia-Weimar |  |  |                             |  |
| Giovanni Ernesto II di Sassonia-Weimar                          |                          |                                                     |                                               |  |  |       |  |  | Guglielmo di Sassonia-Weimar |  |  |                             |  |
|                                                                 |                          | Eleonora Dorotea di Anhalt-Dessau                   | Giovanni Giorgio I di Anhalt-Dessau           |  |  |       |  |  |                              |  |  |                             |  |
|                                                                 |                          | Eleonora Dorotea di Anhalt-Dessau                   | Giovanni Giorgio I di Anhalt-Dessau           |  |  |       |  |  |                              |  |  |                             |  |
|                                                                 |                          | Eleonora Dorotea di Anhalt-Dessau                   | Dorotea del Palatinato-Simmern                |  |  |       |  |  |                              |  |  |                             |  |
| Giovanni Ernesto III di Sassonia-Weimar                         |                          | Eleonora Dorotea di Anhalt-Dessau                   |                                               |  |  |       |  |  |                              |  |  |                             |  |
|                                                                 |                          | Giovanni Cristiano di Schleswig-Holstein-Sonderburg | Alessandro di Schleswig-Holstein-Sonderburg   |  |  |       |  |  |                              |  |  |                             |  |
|                                                                 |                          | Giovanni Cristiano di Schleswig-Holstein-Sonderburg | Alessandro di Schleswig-Holstein-Sonderburg   |  |  |       |  |  |                              |  |  |                             |  |
|                                                                 |                          | Giovanni Cristiano di Schleswig-Holstein-Sonderburg | Dorotea di Schwarzburg-Sondershausen          |  |  |       |  |  |                              |  |  |                             |  |
| Cristina Elisabetta di Schleswig-Holstein-Sonderburg-Franzhagen |                          | Giovanni Cristiano di Schleswig-Holstein-Sonderburg |                                               |  |  |       |  |  |                              |  |  |                             |  |
|                                                                 |                          | Anna di Oldenburg-Delmenhorst                       | Antonio II di Oldenburg-Delmenhorst           |  |  |       |  |  |                              |  |  |                             |  |
|                                                                 |                          | Anna di Oldenburg-Delmenhorst                       | Antonio II di Oldenburg-Delmenhorst           |  |  |       |  |  |                              |  |  |                             |  |
|                                                                 |                          | Anna di Oldenburg-Delmenhorst                       | Sibilla Elisabetta di Braunschweig-Dannenberg |  |  |       |  |  |                              |  |  |                             |  |
| Ernesto Augusto I di Sassonia-Weimar                            |                          | Anna di Oldenburg-Delmenhorst                       |                                               |  |  |       |  |  |                              |  |  |                             |  |
|                                                                 | Rodolfo di Anhalt-Zerbst | Gioacchino Ernesto di Anhalt                        |                                               |  |  |       |  |  |                              |  |  |                             |  |
|                                                                 | Rodolfo di Anhalt-Zerbst | Gioacchino Ernesto di Anhalt                        |                                               |  |  |       |  |  |                              |  |  |                             |  |
|                                                                 | Rodolfo di Anhalt-Zerbst | Eleonora di Württemberg                             |                                               |  |  |       |  |  |                              |  |  |                             |  |
| Giovanni VI di Anhalt-Zerbst                                    | Rodolfo di Anhalt-Zerbst |                                                     |                                               |  |  |       |  |  |                              |  |  |                             |  |
|                                                                 |                          | Maddalena di Oldenburg                              | Giovanni VII di Oldenburg                     |  |  |       |  |  |                              |  |  |                             |  |
|                                                                 |                          | Maddalena di Oldenburg                              | Giovanni VII di Oldenburg                     |  |  |       |  |  |                              |  |  |                             |  |
|                                                                 |                          | Maddalena di Oldenburg                              | Elisabetta di Schwarzburg-Blankenburg         |  |  |       |  |  |                              |  |  |                             |  |
| Sofia Augusta di Anhalt-Zerbst                                  |                          | Maddalena di Oldenburg                              |                                               |  |  |       |  |  |                              |  |  |                             |  |
|                                                                 |                          | Federico III di Holstein-Gottorp                    | Giovanni Adolfo di Holstein-Gottorp           |  |  |       |  |  |                              |  |  |                             |  |
|                                                                 |                          | Federico III di Holstein-Gottorp                    | Giovanni Adolfo di Holstein-Gottorp           |  |  |       |  |  |                              |  |  |                             |  |
|                                                                 |                          | Federico III di Holstein-Gottorp                    | Augusta di Danimarca                          |  |  |       |  |  |                              |  |  |                             |  |
| Sofia Augusta di Holstein-Gottorp                               |                          | Federico III di Holstein-Gottorp                    |                                               |  |  |       |  |  |                              |  |  |                             |  |
|                                                                 |                          | Maria Elisabetta di Sassonia                        | Giovanni Giorgio I di Sassonia                |  |  |       |  |  |                              |  |  |                             |  |
|                                                                 |                          | Maria Elisabetta di Sassonia                        | Giovanni Giorgio I di Sassonia                |  |  |       |  |  |                              |  |  |                             |  |
|                                                                 |                          | Maria Elisabetta di Sassonia                        | Maddalena Sibilla di Hohenzollern             |  |  |       |  |  |                              |  |  |                             |  |
|                                                                 |                          | Maria Elisabetta di Sassonia                        |                                               |  |  |       |  |  |                              |  |  |                             |  |